# Сьверкоцин (Любуське воєводство)
Сьверкоцин (пол. Świerkocin, нім. Fichtwerder) — село в Польщі, у гміні Вітниця Ґожовського повіту Любуського воєводства.
Населення — 225 осіб (2011).
У 1975-1998 роках село належало до Гожовського воєводства.

## Демографія
Демографічна структура станом на 31 березня 2011 року:
|          | Загалом | Допрацездатний вік | Працездатний вік | Постпрацездатний вік |
| -------- | ------- | ------------------ | ---------------- | -------------------- |
| Чоловіки | 113     | 19                 | 80               | 14                   |
| Жінки    | 112     | 27                 | 60               | 25                   |
| Разом    | 225     | 46                 | 140              | 39                   |